# María Luisa Alonso-Duro Guerra
María Luisa Alonso-Duro Guerra (Valladolid, ? - siglo XX) fue una de las primeras catedráticas españolas de Enseñanza media, escritora y periodista gastronómica del siglo XX.

## Biografía

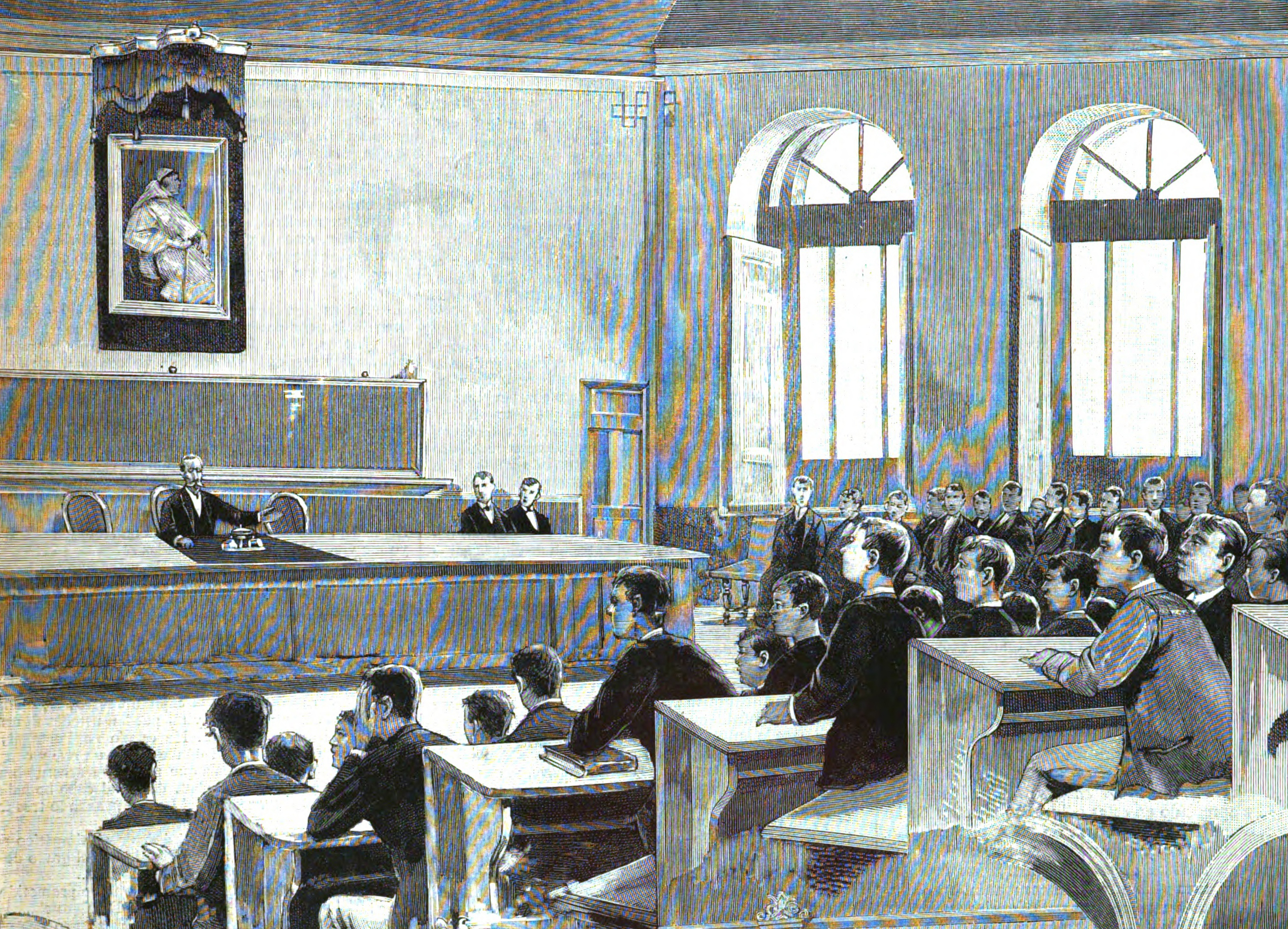
1889-10-30. La Ilustración Española y Americana, Madrid. Instituto del Cardenal Cisneros. Interior de una clase.

Era hija de Julia Guerra Matesanz, de familia de diputados y empresarios, y de Evaristo Alonso-Duro, juez y fiscal en audiencias provinciales de varios lugares de España. Tuvo una cuidada educación: el Archivo Histórico Nacional conserva su expediente académico como alumna entre los cursos 1918 a 1922 en el Instituto Cardenal Cisneros de Madrid.
Viajó a Francia a estudiar Historia Francesa en 1913.  En 1918 la  Junta para Ampliación de Estudios e Investigaciones Científicas (JAE) le otorgó certificado por sus estudios realizados en el extranjero. Este certificado se otorgaba a personas que habían realizado estudios sin auxilio oficial y posteriormente habían presentado un trabajo con los conocimientos obtenidos en su estancia. El certificado permitía optar a cátedras. En el listado de los beneficiarios de este certificado en los años 1918-1919  ella era la única mujer entre 31 hombres, entre los que estaban, entre otros, los científicos e intelectuales José Rey Pastor,  Pío del Río Hortega y José María Ots Capdequí.

## Trayectoria docente
Fue nombrada Profesora de término con destino a la enseñanza de Lengua francesa en la Escuela Industrial del Alcoy por Real Orden del 16 de marzo de 1918, y tomó posesión de su cargo el 27 de abril de ese mismo año. Tras este inicio profesional, su trayectoria la llevó por diversas localidades: Burgos, Cáceres, Alcoy y Madrid. En 1921 fue nombrada catedrática de Francés del Instituto de Cuenca, pero decidió ejercer la docencia en las Escuelas Industriales de Artes y Oficios y en la Escuela del Hogar y Profesional de la Mujer. En 1930, tras concurso abierto, ocupó la cátedra de Lengua Francesa en el Instituto Local Femenino Infanta Beatriz de Madrid. Fue también profesora numeraria de Lengua francesa en la  Escuela de Peritos industriales, donde se jubiló el 30 de julio de 1943.

## Trayectoria como escritora
Sin abandonar su trayectoria profesional docente, obtuvo popularidad por sus textos sobre gastronomía en libros, artículos de revistas y publicaciones varias.  Publicó por primera vez su libro De cocina en la imprenta del vallisoletano José Manuel de la Cuesta y Martín, que fue su marido y del que enviudó en 1916. En 1912 publicó una separata especializada: Para Cuaresma, menú y recetas de vigilia extractados del libro De cocina. El libro hubo de ser reeditado en esa misma década:  el periódico El Norte de Castilla anunció en 1917 la sexta edición, con una reseña en la que decía:
Esta edición, que bien pudiera llamarse una obra nueva, pues, á más de muy repasada y corregida, se ha aumentado con multitud de recetas, ha sido completada ahora con diversas conservas de frutas, pescados, etc., pudiendo así preparar en casa con facilidad y economía las viandas propias del estío, conservándolas para el invierno, en que son tan útiles y agradables cuanto más raras y costosas. Avaloran este libro, de más de 500 recetas, no sólo el claro y fácil estilo en que está escrito, sino la sencillez y economía en que se funda, base primordial de toda alta ó baja cocina bien ordenada, y compatible lo mismo con el lujoso y refinado plato moderno que con el modesto guisadillo familiar.
El libro original  De cocina  tuvo quince ediciones, revisadas, ampliadas y con nuevos contenidos y títulos a lo largo de las siguientes décadas: fue titulado como Las tres cocinas en 1926, como Manual práctico de cocina en 1944 y 1946 y La cocina casera en 1952. Las tres cocinas hacía referencia a la cocina moderna, la cocina en el campo y la cocina dietética, «las tres grandes ramas en que podemos sinterizar la vida vegetativa del hombre».
Sus libros, que explicaban las recetas de una forma sencilla y directa, eran actualizados con las novedades técnicas (la olla a presión, el Vidrio Pyrex). Especificaba en ellos los utensilios necesarios para cada guiso, los diferentes nombres de los platos según los países y sus costumbres, especialmente con referencias a la cocina francesa. 
Su presencia era fija en diversas publicaciones, revistas y periódicos. En los artículos en prensa, además de recetarios, trataba sobre el ámbito doméstico, con comentarios y recomendaciones sobre la vivienda moderna. En 1924 describió en un artículo, Modernismos. El cuarto de estar, donde relataba un espacio doméstico convencional  y daba recomendaciones para adaptar el ámbito íntimo doméstico a las necesidades y cambios modernos. 
En 1930 tenía en la revista Blanco y Negro una sección especial, llamada Página de Cocina donde se publicaban periódicamente recetas extraídas del libro Las tres cocinas. Es un texto de referencia de la cultura gastronómica española.

## Obras
- De cocina. Las tres cocinas. 1926
- Las tres cocinas. La mesa moderna. 1944
- Manuel práctico de cocina. 1946
- La cocina casera. 1952
- Manual de cocina moderna. 1955
- Manuel práctico de cocina. Fórmulas prácticas, sencillas  minutas y meriendas familiares y de invitados. 1955
- La cocina casera: olla a presión, vocabulario de términos culinarios, apertitivos. Publicado en 2009